# مروارید لیکوما (سیچلاید)
مروارید لیکوما ( Pseudotropheus joanjohnsonae ) یک گونه ماهی از خانواده سیچلایدها بومی دریاچه مالاوی و مناطق صخره ای اطراف جزیره لیکوما است که بعدها به جزیره غربی تومبی نیز معرفی شده است.  طول این گونه می تواند به ۱۰ سانتیمتر (۳٫۹ اینچ) برسد . مروارید لیکوما را  می توان در تجارت آکواریوم و ماهی های زینتی نیز یافت.  نرها آبی هستند، در حالی که ماده ها آبی مایل به سبز با ردیف هایی از لکه های زرد و آبشش های براق هستند. این ماهی ها از سخت پوستان، حشرات و لارو تغذیه می کنند.
نام خاص این گونه به افتخار جوآن جانسون است که سردبیر مجله The Aquarist بود و در آن این گونه توصیف و منتشر شده، گذاشته شده است. 